# Zorzines stataria
Zorzines stataria là một loài bướm đêm trong họ Noctuidae.